# Comuna Markaryd
Markaryd (Markaryds kommun) este o comună din comitatul Kronobergs län, Suedia, cu o populație de 9.515 locuitori (2013).

## Geografie

### Zone urbane
Lista celor mai mari zone urbane din comună (anul 2015) conform Biroului Central de Statistică al Suediei:
| Nr | Zona urbană   | Pop.  |
| -- | ------------- | ----- |
| 1  | Markaryd      | 4.664 |
| 2  | Strömsnäsbruk | 2.246 |
| 3  | Traryd        | 655   |

## Demografie
| \| Evoluția demografică în comuna Markaryd, 1970–2015 \| Evoluția demografică în comuna Markaryd, 1970–2015 \| Evoluția demografică în comuna Markaryd, 1970–2015 \| Evoluția demografică în comuna Markaryd, 1970–2015 \| Evoluția demografică în comuna Markaryd, 1970–2015 \| \| ----------------------------------------------------------------------------------------------------- \| -------------------------------------------------- \| -------------------------------------------------- \| -------------------------------------------------- \| -------------------------------------------------- \| \| An \| \| \| Locuitori \| \| \| 1970 \| 1970 \| \| 11795 \| 11795 \| \| 1975 \| 1975 \| \| 11918 \| 11918 \| \| 1980 \| 1980 \| \| 11798 \| 11798 \| \| 1985 \| 1985 \| \| 11265 \| 11265 \| \| 1990 \| 1990 \| \| 11093 \| 11093 \| \| 1995 \| 1995 \| \| 10609 \| 10609 \| \| 2000 \| 2000 \| \| 9798 \| 9798 \| \| 2005 \| 2005 \| \| 9571 \| 9571 \| \| 2010 \| 2010 \| \| 9619 \| 9619 \| \| 2015 \| 2015 \| \| 9779 \| 9779 \| \| Sursa: SCB - Statistika Centralbyrån, Folkmängd efter region, civilstånd, ålder och kön. År 1968–2016 \| \| \| \| \| |      |  |           |       |
| Evoluția demografică în comuna Markaryd, 1970–2015 |      |  |           |       |
| An |      |  | Locuitori |       |
| 1970 | 1970 |  | 11795     | 11795 |
| 1975 | 1975 |  | 11918     | 11918 |
| 1980 | 1980 |  | 11798     | 11798 |
| 1985 | 1985 |  | 11265     | 11265 |
| 1990 | 1990 |  | 11093     | 11093 |
| 1995 | 1995 |  | 10609     | 10609 |
| 2000 | 2000 |  | 9798      | 9798  |
| 2005 | 2005 |  | 9571      | 9571  |
| 2010 | 2010 |  | 9619      | 9619  |
| 2015 | 2015 |  | 9779      | 9779  |
| Sursa: SCB - Statistika Centralbyrån, Folkmängd efter region, civilstånd, ålder och kön. År 1968–2016 |      |  |           |       |